# Радознали Џорџ
Радознали Џорџ је (енгл. Curious George) је америчка анимирана серија која де у Србији емитује на Минимакс телевизији. Ради се о живахном мајмуну који доживљава авантуре у којима стече нове пријатеље и открива забавне ствари.

## Емитовање и синхронизација
У Србији, Црној Гори, Босни и Херцеговини и БЈР Македонији серија је премијерно емитована 2008. године на каналу Минимакс, синхронизована на српски језик. Синхронизацију прве четири сезоне је радио студио Кларион, док је осталих десет сезона синхронизовао студио Судио. Нема DVD издања.

## Епизоде
| Сезона | Сезона | Сегменти | Премијерно приказивање (САД) | Премијерно приказивање (САД) | Премијерно приказивање (Србија) | Премијерно приказивање (Србија) |
| Сезона | Сезона | Сегменти | Прва епизода                 | Последња епизода             | Прва епизода                    | Последња епизода                |
| ------ | ------ | -------- | ---------------------------- | ---------------------------- | ------------------------------- | ------------------------------- |
|        | 1      | 30       | 4. септембар 2006.           | 23. фебруар 2007.            | TBA                             | TBA                             |
|        | 2      | 20       | 3. септембар 2007.           | 22. април 2008.              | TBA                             | TBA                             |
|        | 3      | 11       | 1. септембар 2008.           | 22. април 2009.              | TBA                             | TBA                             |
|        | 4      | 9        | 8. септембар 2009.           | 14. јун 2010.                | TBA                             | TBA                             |
|        | 5      | 10       | 6. септембар 2010.           | 6. мај 2011.                 | TBA                             | TBA                             |
|        | 6      | 10       | 3. септембар 2011.           | 20. април 2012.              | TBA                             | TBA                             |
|        | 7      | 6        | 3. децембар 2012.            | 24. април 2013.              | TBA                             | TBA                             |
|        | 8      | 6        | 10. фебруар 2014.            | 21. мај 2014.                | TBA                             | TBA                             |
|        | 9      | 6        | 28. октобар 2014.            | 1. април 2015.               | TBA                             | TBA                             |

## Радња
Џорџ је афрички мајмун којег је одгајио Човек са Жутим Шеширом. Он покушава да се брине о Џорџу али то није увек баш тако једноставно јер је Џорџ наиван и знатижељан па често упада у невоље. Џорџ, поред тога што сјајно забавља све чланове своје породице, има и много корисних информација о природним наукама на пољима математике, али ако добро пазиш, сазнаћеш понешто и из технике.

## Улоге
| Име лика      | Глас             |
| ------------- | ---------------- |
| Џорџ          | Френк Велкер     |
| Мајк          | Џеф Бенет        |
| Наратор       | Вилијам Х. Мејси |
| Бил           | Ени Мумоло       |
| Ели           | Лара Џил Милер   |
| Гдин. Ренкинс | Џеф Бенет        |
| Гђа. Ренкинс  | Кат Суси         |
| Гђа. Квинтс   | Канди Мило       |
| Марко         | Греј Делил       |
| Стив          | Елизабет Дајли   |
| Бетси         | Греј Делил       |